# Rûmî
Pour les articles homonymes, voir Rumi.
Djalāl ad-Dīn (en persan : جلال‌الدین محمد بلخی, Ǧalāl al-Dīn Muḥammad Balkhi), dit Rûmî (رومی, Rūmī), est un poète, théologien et mystique persan, né le 30 septembre 1207 à Balkh (Khorasan, en actuel Afghanistan) et mort le 17 décembre 1273 à Konya (actuelle Turquie).
Il a profondément influencé le soufisme et est considéré en Orient comme un grand maître spirituel musulman. Il reçut très tôt le titre de Mawlānā (ou Mevlana), « notre maître », qui est devenu intimement lié à l'ordre des mevlevis (couramment appelé « derviches tourneurs »), une des principales confréries soufies, qu'il fonda dans la ville de Konya.
L'ensemble de ses écrits, majoritairement en langue persane, est profondément marquée par sa rencontre avec celui qui deviendra son maître spirituel, Shams ed Dîn Tabrîzî. L'œuvre principale de Rûmî est le Masnavi (ou Mathnawî, Mesnevi), un grand commentaire ésotérique et poétique du Coran et des hadiths. Cette œuvre est considérée comme l'une des plus influentes dans le soufisme. Rûmî y aurait également repris à son compte certaines fables d'Ésope (via le célèbre Kalila et Dimna d'Ibn al-Muqaffa,). Les Turcs, Iraniens, Afghans et autres populations de la région font montre de respect pour ses poèmes. Reconnu de son vivant comme un grand spirituel et comme un saint, il fréquentait les chrétiens et les juifs tout autant que les musulmans.
L'UNESCO a proclamé l'année 2007 année en son honneur, pour célébrer le huitième centenaire de sa naissance. Ainsi, le 30 septembre de la même année, des festivités ont été organisées à Konya, auxquelles ont pris part des derviches tourneurs et des ensembles de musique traditionnelle d'Iran.

## Nom
Son prénom, Djalal-el-din, signifie « majesté de la religion » (de djalâl, majesté, et dîn, religion, mémoire, culte). Quant à sa nisba (l'indication de son origine), elle renvoie soit à Balkh (le « balkhien ») ou à Byzance (RûmÎ: le « byzantin », le « romain »).

## Biographie

### Jeunesse

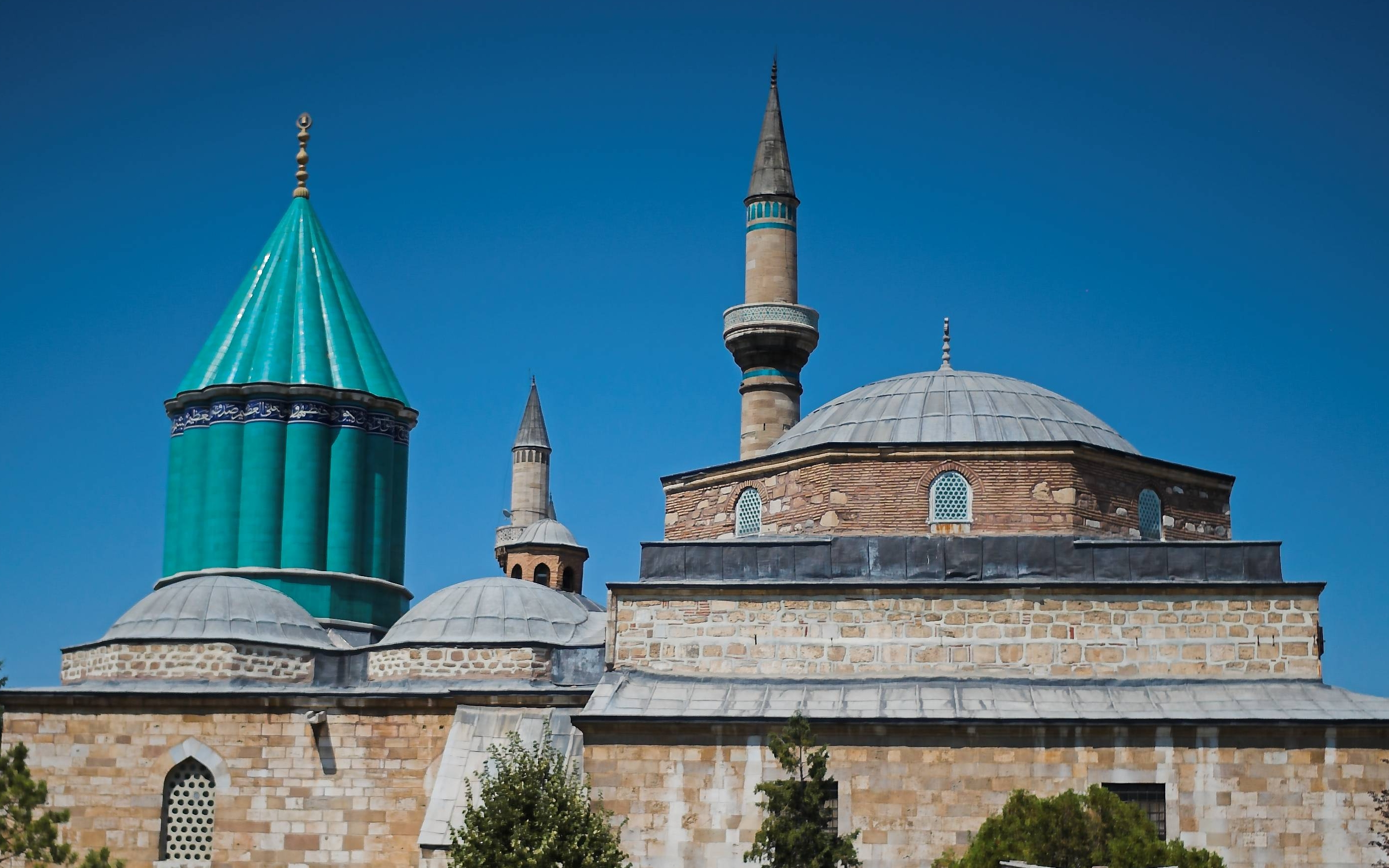
Vue générale du mausolée de Rûmî, à Konya (Turquie)

Rûmî est le fils d'un théologien et maître soufi réputé : Bahâ od Dîn Walad (1148-1231), surnommé « sultan des savants » (Sultân al-'Ulama), dont le livre Ma'ârif  (« Connaissance, Gnose ») fut longtemps le préféré de Rûmî. Par sa mère Mu'mine Khatûn, fille de Rukn al-Dîn, émir de Balkh, il appartient à la lignée d'Ali, le quatrième calife de l'islam[réf. nécessaire].
Il serait originaire de la ville de Balkh, dans l'actuel Afghanistan. Mais, selon l'orientaliste suisse Fritz Meier (en), il serait né à Vakhsh (en) et sa famille se serait ensuite déplacée à Balkh.
Vers 1215-1220, Rûmî fuit avec sa famille devant l'arrivée des Mongols de 1220-1222 en Asie centrale,. Ce départ a été expliqué par l'inimitié entre son père et le théologien Fakhr ad-Din ar-Razi, mais cette hypothèse est écartée par les historiens,. La famille part d'abord pour Samarcande. Il accomplit le pèlerinage musulman à La Mecque, puis se rend à Nishâpûr où, selon la tradition, il rencontre Farid od Dîn 'Attâr qui lui offre son Livre des Secrets. Après un séjour en Syrie, la famille se fixe en Arzanjân, dans l'Arménie zakaride (Erzincan dans l'actuelle Turquie), puis à Lâranda (actuelle Karaman) non loin de Konya, capitale des Seldjoukides du Sultanat de Roum (anciens territoires romains, c'est-à-dire byzantins, en Anatolie), d'où son surnom de Roumi (Romain, Byzantin, Anatolien). Refusant l'invitation à séjourner au palais du sultan, le père de Rûmî demande à s'installer dans une madrasa, et on lui en construit une tout exprès.
En 1226, à l'âge de 19 ans, Rûmî épouse Gauher Khâtûm, la fille du hodja de Samarcande, qui lui donne deux fils (Sultân Walad et 'Alâ od Dîn Tchelebi). Trois ans après leur mariage, en 1229, Gauher meurt. Le père de Rumî vient alors s'installer à Konya peu avant de mourir, en 1231. Rumi devient alors le disciple de Sayyid Burhan al-DIn Muhakkik, jusqu'à la mort de son maître v. 1240.
Rûmî épouse en secondes noces une veuve turque, Karra Khatûn (? - 1292), qui avait déjà un fils, Shams al-Dîn Yahya. Il eut un autre fils et une fille avec elle : Amir Muzaffar al-Dîn Muhammad Chelebi et Malika Khatûn.

### Maîtres et disciples

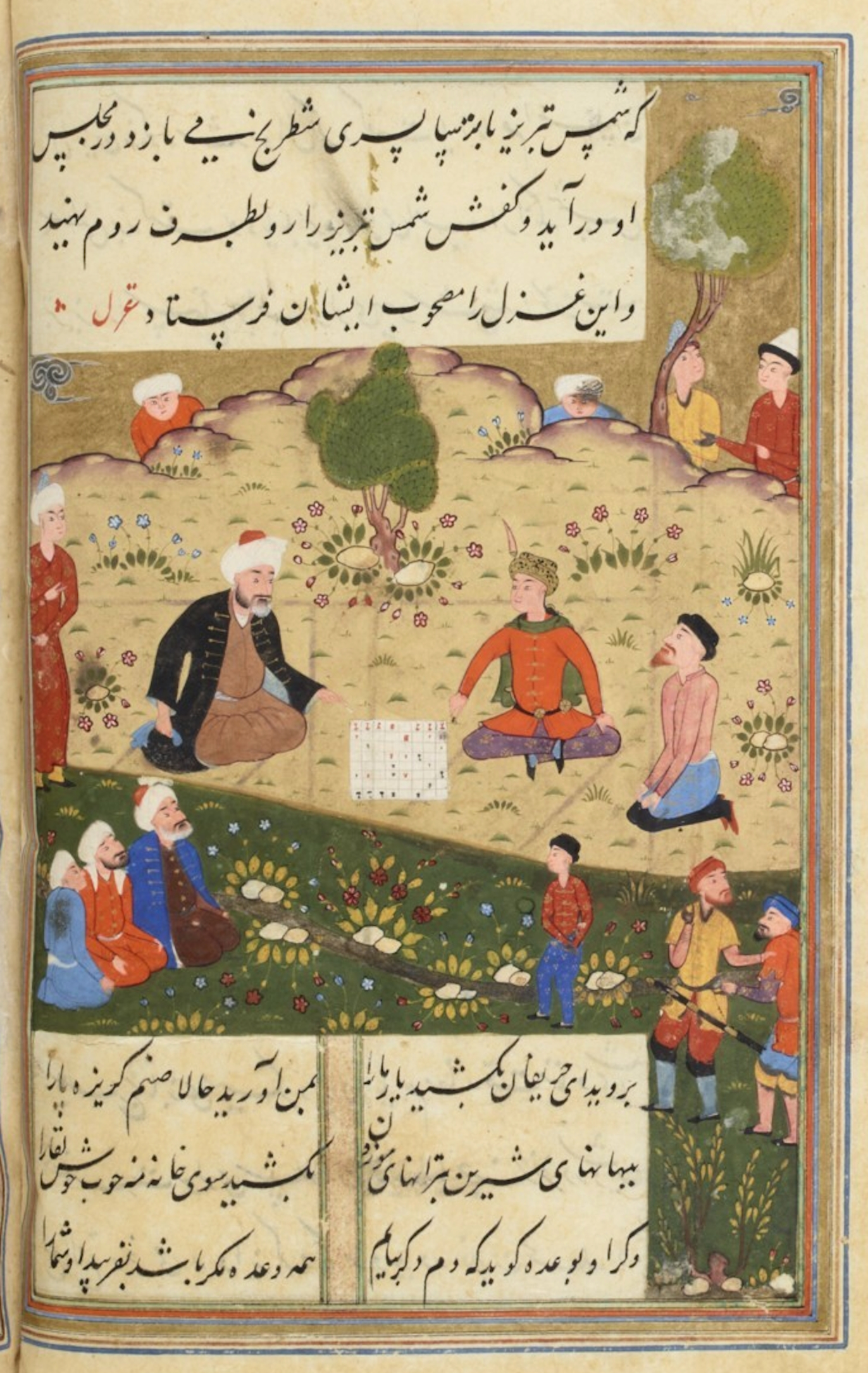
Représentation de Shams, en train de jouer aux échecs avec un jeune chrétien, provoquant ainsi la colère de ses disciples. Manuscrit de 1581.

#### Burhân od Dîn Muhaqqîq Tirmidhî
En 1227, Burhân od Dîn Muhaqqîq Tirmidhî (? - 1240), un disciple de son père, le rejoint et devient son maître spirituel pendant neuf ans, après quoi il envoie Rûmî étudier à Alep et à Damas, où il reste plusieurs années et rencontre sans doute Ibn Arabî. Tout comme le père de Rûmî, celui-ci était membre de l'ordre Kubrawiyyah.
Rûmî ne revient qu'en 1240 à Konya, où il se met à enseigner la loi coranique.

#### Shams ed Dîn Tabrîzî
Quand Shams ed Dîn Tabrîzî (? - 1247) arrive à Konya le 29 novembre 1244, il n'est qu'un derviche errant venant d'Iran. Il a composé un livre de maqâmât. Il existe plusieurs versions hagiographiques de sa rencontre avec Rûmî. Elles se résument en un moment d'exception où Shams apparaît comme le maître spirituel tant attendu de Rûmî. Ce dernier se voue immédiatement à l'enseignement de son maître et sa vie prend un tournant essentiel. Il consacrera plus tard un ouvrage entier de ghazal à Shams : les Odes mystiques (Diwân-e Shams-e Tabrîzî ou Diwân-i Kabir). En effet, le takhallus (nom de plume dont les poètes signent traditionnellement leurs ghazals) choisi par Rumi est le plus souvent le nom de Shams al-Din Tabrizi.
Après seize mois passés ensemble, Shams est contraint d'aller à Damas pour échapper à la jalousie des disciples de Rûmî. Il revient quelque temps plus tard, mais disparaît soudainement le 5 décembre 1247, assassiné. Un des fils de Rûmî, Alaʿdin, est soupçonné,. Rûmî lui-même se rend par deux fois à Damas dans l'espoir de retrouver son maître. Ce fait indique peut-être qu'on lui a d'abord caché la mort de son ami.
Rûmî, est accablé par la mort de son ami Shams, considéré comme un frère. C'est Shams qui a révélé la grande valeur poétique de Rûmî  à lui-même. Inconsolable, Rûmî institue alors le fameux concert spirituel, le samā‘, comme union liturgique avec le divin menée par l'émotion ou l'ivresse de la musique et de la danse. Sous le coup de la douleur, Rûmî tourne sur lui même, ainsi serait né le samâ des derviches tourneurs[réf. nécessaire]. Il finit aussi par retrouver son maître, non pas dans le monde, mais en lui-même, quand il comprend qu'il n'y a plus de différence entre maître extérieur et intérieur.

#### Salâh od Dîn Farîdûn Zarkûb
Quelque temps plus tard, en 1249, Rûmî rencontre Salâh od Dîn Farîdûn Zarkûb (? - 1259), un artisan disciple de Burhân od Dîn Muhaqqîq Tirmidhî qui tombe à ses pieds lors d'une rencontre à Konya. Sa fille Fâtima Khâtûn fut l'épouse du fils de Rûmî, Sultân Wahad. Il devient le maître des disciples de Rûmî et restera ami avec le maître jusqu'à sa mort en 1258, qui donnera lieu à un samā‘. À nouveau les disciples sont jaloux et des menaces de mort sont prononcées du fait de sa simplicité. Rûmî lui-même doit intervenir, ainsi qu'il le relate dans Le Livre du dedans (Fîhi-mâ-fihî).

#### Husâm od Dîn Celebî

Derviches tourneurs

C'est Husâm od Dîn Chelebî (1225 - 1283) qui succède au titre de maître des disciples. Il fut l'instigateur de la rédaction du grand traité de Rûmî : le Masnavî. Il rédige et récite les vers que Rûmî lui dicte de manière inspirée. Le premier volume achevé, la rédaction est interrompue en 1258 par la mort de la femme d'Husâm, qui ne reprend le calame que quatre ans plus tard en 1262, jusqu'à la fin de la vie de Rûmî, en 1273.
Rûmi tombe malade et comprend que son heure est venue. Il est heureux de retrouver son Créateur et part serein le soir du dimanche 17 décembre, qui est désormais la date anniversaire de la célébration shab-i arus, qui est une cérémonie de mariage mystique. Tous les habitants de Konya, toutes confessions confondues, suivent son enterrement.
C'est à l'intérieur de son couvent que Rûmî est enterré, sous un dôme vert appelé Qubba-i Hadra, construit en 1274, aujourd'hui musée Mevlana. Il repose sous un sarcophage en noyer, chef-d'œuvre de l'art seldjoukide, sculpté par Selimoglu Abdülvahid. Ce lieu est devenu un important centre de pèlerinage.

### L'ordre des Mevlevis
L'ordre soufi des Mevlevis ou molavi est particulièrement connu pour son samā‘, le concert spirituel où l'on voit les derviches tourneurs exécuter des danses mystiques au son du ney, du daf (tambourin) et du tanbur (luth), mais aussi pour ses récitations quotidiennes du Masnavî, les Mawlawî Awrâd-e Sharîf.
Il a été fondé à la mort de Rûmî par Husâm od Dîn Chelebî et Sultân Valad. Il a perduré et acquis un prestige certain durant le long règne des Ottomans, mais a été interdit par Atatürk en 1926, puis rétabli à titre quasi folklorique[réf. nécessaire].

### Période de sa mort
Ces années de labeur passèrent rapidement. Mevlâna avait vieilli, l'étude et le jeûne avaient fatigué son corps. L'hiver de 1273 fut rude et précoce ; il y eut des tremblements de terre. Un jour, la nouvelle se répandit à Konya que Mevlâna avait dû s'aliter. Toute la ville était dans la tristesse. Les vizirs, les gouverneurs du sultanat seljoukide, le sultan Giyas ed-in Kaihosro III, vinrent lui rendre visite. Deux médecins du palais, Nahcivanlı Tabik Ekmel ülser-din et Gazanferi, ne quittaient pas son chevet. Tous les efforts furent vains, Mevlâna diminuait de jour en jour, en proie à une maladie incurable. Sa maladie dura 40 jours. La dernière nuit, dans son dernier gazel, Mevlâna s'adressait ainsi, à son fils Sultan Veled, qui le veillait et ne le quittait pas un instant : « Va, repose-toi, laisse moi seul, laisse cet infortuné, ce corps effondré. Moi je vais passer la nuit, bercé par les vagues de l'amour... »
Le lendemain, dimanche 17 décembre 1273, alors que le soleil se couchait, Mevlâna quitta ce monde pour rejoindre la vie éternelle.
La personnalité de Mevlâna était telle, qu'avec sa mort Konya se trouva comme privée de vie. Bien qu'il ait dit « Après ma mort, ne cherche pas ma tombe ici-bas; ma tombe est dans le cœur des sages. » Ceux qui l'aimaient ne pouvaient s'empêcher de le pleurer amèrement. Pour Mevlâna, la mort était une renaissance, la suprême rencontre, l'étreinte amoureuse.
Le lendemain matin, un grand convoi mortuaire se forma, sans différence de race, de religion, de secte et tous ceux qui l'aimaient portèrent son cercueil sur leurs épaules au son du ney et du rebab. Il y avait tant de monde que le convoi n'arriva à la mosquée que dans la soirée. La prière devait être conduite par Sadr ed-din Konevî, mais Şeyh Sadr es-din avança de quelques pas, tituba et s'effondra en perdant connaissance. Alors le kadı Sırad es-din conduisit la prière. On inhuma Mevlâna près de son père Baha ed-din Veled, à l'endroit même où s'élève encore son tombeau (türbe).

## L'œuvre de Rûmî
En plus des 25 618 distiques du Masnavî et des 40 000 vers du Diwân, Rûmî a composé environ 3 500 ghazals (« odes »), 2 000 ruba'is (« quatrains »), 147 lettres Maktûbât, un traité en prose (Fîhi-mâ-fihî) et des recueils de prédications (Madjâlis-e Sab'ah) et d'interprétations des rêves (Khâbnâma).

### Fihe mā fihe
Ce livre en prose a été traduit sous le titre « Le livre du dedans ».

### Sa poésie
Le diwan (œuvre poétique) de Rumi se compose principalement de ghazals et de quatrains.
La poésie de Roumi reprend, entre autres thèmes, celui de l’union mystique des soufis. La nécessité de cette union y est présentée comme procédant de la nostalgie de l’origine divine que tout être éprouve : tout esprit, après être descendu en l’existence, tend à revenir vers Dieu dans un mouvement ascendant progressif.
Au début de son ouvrage majeur, Al-mathnawî, il explique l’origine et le devenir de l’amour, à travers cette parabole du ney (flûte de roseau) :
Entends ce doux récit que nous livre le ney :

De la rupture il plaint la douleur nonpareille.

Il dit :

Depuis qu’on me coupa de mon marais, jadis,

Les humains, homme et femme, à mes maux compatissent.

J’entonne de mon cœur la dolente élégie,

Et, par l’écho de chants, traduis sa nostalgie.

En son errance, ainsi, le cœur de l’homme incline,

Irrépressiblement, vers sa prime origine.
Il dit également sur ce thème :
Écoute du jasmin l’austère et dolent thrène,

De la séparation il relate les peines :

Depuis que de mon plant on déroba ma veine,

Je tire les sanglots et des rois et des reines !

### Ses idées
Le thème central dans l'enseignement de Rumi est l'amour, l'amour charnel étant une métaphore de l'amour pour Dieu. "Amour" est une bien faible traduction, faute mieux, du mot "eshq" qui en persan dit le désir ardent, celui qui s'accroche a l'être comme le lierre, puissance dynamique. Il conçoit Dieu, conformément au dogme de l'islam, comme absolument transcendant. Alors que la Création se caractérise par son imperfection, son manque d'être, il n'est de véritable réalité que Dieu. Toutes les créatures ne sont que des ombres, des signes qui indiquent le Créateur, ou encore des miroirs de Dieu. D'une certaine manière, Dieu est donc présent dans chacune de ses créatures. Mais il serait inexact de parler de panthéisme, puisque la création se caractérise par le non-être. Cette transcendance est cependant tempérée par l'amour de Dieu pour les hommes. Rumi interprète le hadith qudsi « J'étais un trésor caché et j'ai voulu être connu, c'est pourquoi j'ai créé le monde » comme signifiant : Dieu a voulu être aimé de ses créatures.
Rumi met en relief, dans la relation à Dieu, le rôle du cœur. Il distingue deux formes du savoir. Le premier se fonde essentiellement sur l'imitation, il est reçu de l'extérieur (des maîtres, de la société et de la famille). Il ne permet pas d'atteindre la certitude. Le second est intuitif, c'est celui qu'atteignent les saints et les prophètes. Rumi se moque des philosophes tels qu'Avicenne qui s'en tiennent à la première forme de savoir,. Mais ce savoir partiel ne doit pas être méprisé, car certaines connaissances ne peuvent être acquises que par cette voie. C'est ainsi que l'on apprend la grammaire et les traditions prophétiques. Un récit, dans le livre II du Mathnavi, permet d'illustrer cette priorité du cœur sur la raison. Moïse reproche à un berger d'invoquer Dieu, dans sa prière, en termes anthropomorphistes. Dieu le reprend en lui faisant savoir que l'essentiel, dans la prière, c'est l'intention, non la stricte conformité aux principes théologiques. Il arrive à Rumi de s'écarter de l'orthodoxie, par exemple quand il affirme que le plus haut degré de la connaissance, la révélation ou l'inspiration (wahy), n'est pas réservé aux seuls prophètes, et que Beyazid Bistami y est parvenu aussi. Mais Rumi refuse l'idée d'une pré-éternité du monde, soutenue par les falasifa : le monde est créé ex nihilo - l'architecte précède la maison.
La question de l'existence du mal est un problème soulevé par tout monothéisme. Dans la mesure où il n'y a qu'un créateur, est-il responsable du mal dans le monde ? Rumi reconnaît que Dieu, auteur de tout ce qui advient dans le monde, crée donc également le bien et le mal. Mais il s'appuie sur un hadith pour souligner que la bonté de Dieu l'emporte sur sa sévérité. Cet optimisme est un trait qui distingue sa poésie de celle d'Attar. En outre, le mal est subordonné au bien en ce sens qu'il n'est qu'un moyen d'arriver à un plus grand bien.

### Style et procédés poétiques
Le style inimitable de Rumi brille par sa simplicité.
La vocation de poète de Rumi est seconde par rapport à son expérience mystique : le langage poétique est le seul à pouvoir exprimer l'indicible expérience extatique. Il a recours à des effets de répétition qui rappellent le refrain d'une chanson. C'est que ses poèmes lui étaient fréquemment inspirés pendant qu'il dansait au son de la musique.
Son œuvre est essentiellement en persan, mais il écrit aussi des vers arabes, grecs et turcs, sous l'influence des différentes cultures qu'il rencontre à Konya et lors de ses voyages.
S'il arrive à Rumi de pester contre des règles de métrique très contraignantes, il n'en maîtrise pourtant pas moins la rhétorique poétique. Il doit sa technique à sa lecture des poètes arabes (les qasidas de Mutanabbi, Kalila wa Dimna, le Qut al-qulub d'al-Makki). Mais les poètes à qui il doit le plus sont d'expression persane : Farid al-Din Attar, le Khamsa de Nizami et les masnavis de Sana'i.
La métaphore joue un rôle central : elle est un lien vers la Réalité. Une image qui revient souvent est celle du parfum, qui évoque le passé, et sert à définir le rôle de la poésie : comme un parfum délicat, la poésie ne peut que susciter une vague idée de la Réalité pour ceux qui ne peuvent la voir. Une autre image récurrente est celle du printemps qui, après l'hiver propice à la méditation et au retrait en soi-même, découvre la nature de son voile de neige, métaphore de la résurrection. Les oiseaux marquent ce retour de la vie : le rossignol, symbole de l'âme ; la cigogne, réputée en Turquie accomplir chaque année le pèlerinage à La Mecque. Le jardin et le jardinier sont des images de Dieu et sa Création.

## Impact de Rumi
Muhammad Iqbal considère Rumi comme son guide et le Mathnawi comme le Coran en persan.

### En Occident
Les traductions de l'œuvre de Rûmî sont tardives, elles datent pour la plupart d'entre elles du XXe siècle. Le rayonnement de Rûmî aux États-Unis est considérable, puisqu'il est le poète le plus lu dans ce pays,.
En France, ce fut Eva de Vitray-Meyerovitch (1909-1999) qui traduisit l’œuvre de Rumi du persan au français et commenta la quasi-totalité de ses ouvrages. Elle contribua également à mieux appréhender le soufisme, qui représente la dimension mystique et universelle de l’islam. Citons aussi les nombreux ouvrages du Dr Ergin Ergul, dont La sagesse de Rûmi et Rûmi, L'Océan de la sagesse et de l'Amour.
Le peintre américain Cy Twombly cite Rûmî dans plusieurs de ses œuvres : To Rumi (1980), Analysis of the rose as sentimental despair (1985). Certains de ses enroulements seraient l'évocation de la danse des derviches tourneurs. L'écrivain et cinéaste Alejandro Jodorowsky interprète des contes de Rûmî dans La Sagesse des contes.

## Rumi dans les arts

### Littérature
En 2010, Elif Shafak a publié Soufi, mon amour, un roman consacré à la rencontre et à la relation entre Rumi et Shams-e Tabrizi. Ce livre initie le lecteur au soufisme, et à travers un parcours initiatique des deux personnages principaux, montre un chemin qui mène à l'abandon de l'ego et à l'accueil inconditionnel de la vie.

### Musique
Les ghazals de Rumi étaient destinés à être chantés. Cela peut expliquer leur succès auprès des musiciens, qui sont nombreux à adapter la poésie de Rumi. Parmi eux, Shahram Nazeri a été l'un des premiers.
Le compositeur iranien Behzad Abdi (né en 1973) a composé en 2008 un opéra en deux actes pour le théâtre de marionnettes intitulé Rumi, sur un livret du metteur en scène et marionnettiste iranien Behrouz Gharibpour. L'œuvre raconte la vie de Rumi à partir de l'invasion mongole.
Le groupe de musique pop britannique Coldplay reprend la lecture d'un passage d'un de ses poèmes dans leur album A Head Full of Dreams sorti en 2015.
Philip Glass met en musique neuf poèmes de Rûmî dans son opéra Monsters of Grace en 1997.
Dr MIRRI, en rock alternatif indépendant, reprend exclusivement les poèmes d'al-Rumi, traduits à l’anglais en 2022/2023 sur l’album Streched hand. Les poèmes sont: Go not without me, Like this, The brightness miror, Streched hand, Out of words, Who is on my soir[réf. nécessaire].
Le chanteur Hamed Nikpay (fa) met en musique des poèmes de Rumi, le poète persan qui selon lui convient le mieux à son style. Mohsen Namjoo lui aussi adapte des poèmes de Molavi, ou encore le musicien tadjik Davlatmand Kholov (en).

### Cinéma
Rûmî est cité dans le film d'animation Parvana, une enfance en Afghanistan, de Nora Twomey. Parvana, personnage principal de ce film, le cite à travers cette phrase : « Élevez vos paroles, pas votre voix, c'est la pluie qui fait pousser les fleurs, pas le tonnerre ».
Rûmî est cité en tant que poète dans le film Valentine's Day.
Un extrait d'un poème de Rûmî est déclamé lors de funérailles dans la série Six Feet Under (saison 5, épisode 10).
Rûmî est aussi mentionné dans la série Orange Is the New Black (saison 3, épisode 12) par le personnage de « Yoga Jones », qui s'intéresse aux cultures orientales et au mysticisme.
Un extrait du poème « Look at love » est lu dans Dracula Untold (2014) : « Il n'y a aucune différence entre cette vie et la suivante puisque nous sommes nés de la précédente » (Why think separately of this life and the next when one is born from the last).

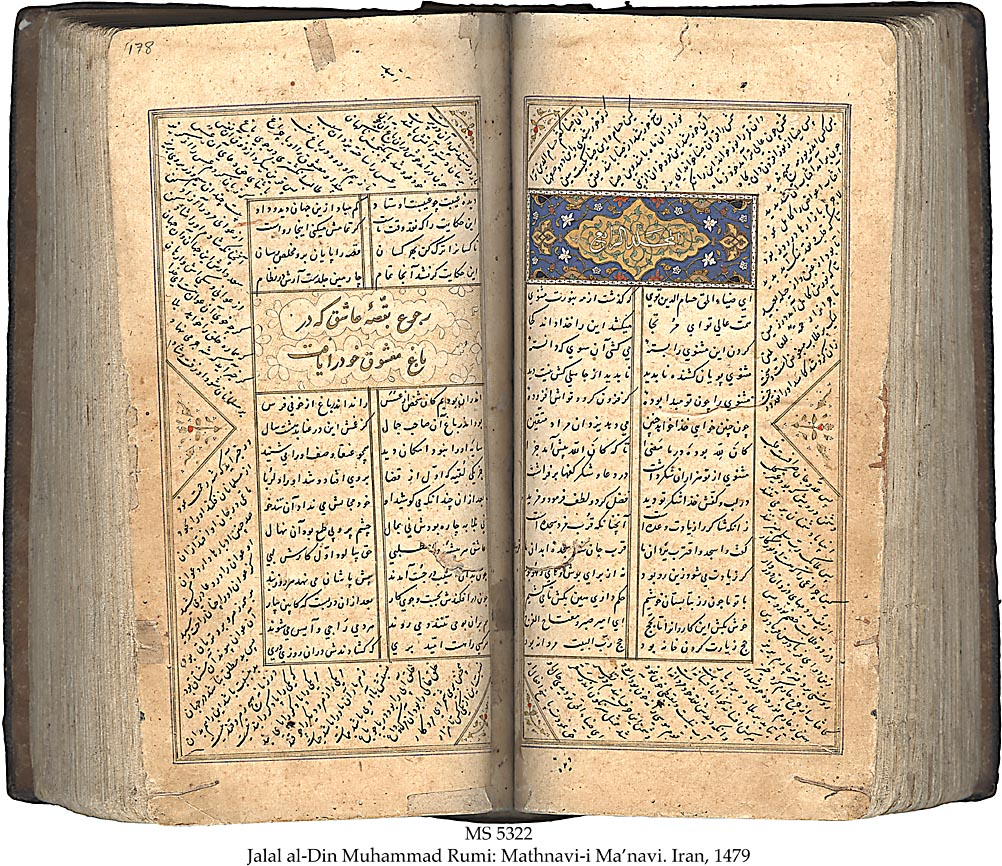
Masnavî

## Œuvres traduites en français
Liste établie grâce à la Bibliographie française de la littérature persane :
- Odes mystiques : Dîvân-E Shams-E Tabrîzî, (trad. du persan et notes par Eva de Vitray-Meyerovitch et Mohammad Mokri), Paris, Seuil, coll. « Sagesses » 2003, [1973]). Choix de poèmes dédiés à son maître Shams ed-Din.
- Le Livre du dedans (Fihi-mâ-fihi), (traduit et présenté par Eva de Vitray-Meyerovitch) Paris, éd. Sindbad, 1975 (rééd. Albin Michel, coll. « Spiritualités vivantes », 1997, puis Babel, 2010). Propos de Rumi, recueillis par son fils Sultân Walad.
- Mathnawî. La quête de l'Absolu (trad. du persan par Eva de Vitray-Meyerovitch et Mohammad Mokri), Monaco, éd. du Rocher, 2014 [1990], 2 volumes 1705 p. Poème moral, allégorique et mystique de plus de cinquante mille vers.
- Rubâi'yât, (trad. du persan par Eva de Vitray-Meyerovitch et Mohammad Mokri), Paris, Albin Michel, coll. « Spiritualités vivantes », 2003. Recueil de quatrains sur l'expérience mystique.
- Lettres (trad. du persan par Eva de Vitray-Meyerovitch), Paris, Jacqueline Renard, 1990.
- Le Mesnevi : 150 contes soufis (choisis par Kudsī Erguner et Pierre Maniez - Sélection du Mathnawi), Paris, Albin Michel, coll. « Spiritualités vivantes », 2009 [1988].
- Soleil du Réel. Poèmes d'amour mystique (trad. du persan et présentation par Christian Jambet), Paris, Imprimerie Nationale, 1999, 227 p. (ISBN 978-2-743-30111-8)
- Cette lumière est mon désir. Le Livre de Shams de Tabrîz (trad. par Jean-Claude Carrière et Mahin et Nahal Tajadod), Paris, Gallimard, coll. « Poésie », 2020.
- Soleil du Réel, trad. Christian Jambet, Paris, éd. Imprimerie Nationale, 1999  (ISBN 9782743301118)
- Rumi, textes choisis et présentés par Leili Anvar, Points, coll. « Sagesses », 2011  (ISBN 9782757814307).